# Edward Ponsonby, VIII conte di Bessborough
Edward Ponsoby, VIII conte di Bessborough (Cork, 1º marzo 1851 – Cork, 1º dicembre 1920) è stato uno storico britannico.

## Biografia
Apparteneva ad una famiglia della piccola nobiltà britannica di origine irlandese e discendeva da un celebre filantropo del XVIII secolo, William Ponsonby, II conte di Bessborough. Suo padre era Walter Ponsonby, VII conte di Bessborough, un reverendo della chiesa presbiteriana, che si dedicava all'attività religiosa della sua comunità presbiteriana di Cork, ma era riuscito a mantenersi ad un medio livello sociale grazie all'eredità della moglie, Lady Louisa Eliot, figlia di un ricco conte di St.Germans e grande proprietario terriero.
Edward ebbe modo di studiare storia antica al Trinity College di Dublino e di laurearsi definitivamente all'Università di Cambridge in storia classica.

## Carriera
Il conte di Bessborough passò alcuni anni della sua giovinezza, escluso il periodo degli studi, in un modo definito dissoluto, dedicandosi al gioco e ai numerosi duelli che si svolgevano allora tra i giovani studenti del mondo anglosassone. Stremato dai debiti (tutti pagati dal padre), gli venne consigliato di dedicarsi alla diplomazia, accompagnando varie missioni diplomatiche in Danimarca, e tra di esse quella che sentenziò la richiesta di matrimonio da parte di Edoardo VII ad Alessandra di Danimarca e fu segretario di Lord Robert Grosvenor, figlio di Hugh Grosvenor, I duca di Westminster.
Dopo il ritiro di Peel, nel 1895, Ponsonby è stato nominato un cavaliere del Bagno e prese il titolo di cortesia di visconte Duncannon dopo l'adesione del padre alla contea di Bessborough.
Trattenutosi per molti anni in Danimarca, fu invitato da un membro della famiglia reale danese, Giorgio I di Grecia, a recarsi in Grecia per poter studiare le antichità classiche. Edward accettò e presto si trasferì ad Atene, dove tradusse, per primo, Ippia di Elide e Protagora, e trascrisse in varie lingue conosciute il dialogo di Protagora e fu autore di alcuni tomi sulla sofistica, su Gorgia e Prodico, venendo considerato il principale e più importante studioso della relatività sofistica e sui suoi fondatori.
Queste sue opere lo resero molto celebre in patria, portandolo a ricoprire la carica di deputato per i Whig alla Camera dei Comuni, dove si distinse come oratore ma anche per le sue scarse capacità politiche e poi fu anche High Sheriff della contea di Carlow. Grazie a numerosi fondi, parte dei quali ricavate dalle vendite dei suoi saggi e parte donategli da suo cognato, Ivor Guest, I barone Wimborne, un importante industriale, riuscì a partecipare alla spedizione archeologica di Sir Arthur Evans a Cnosso, a Creta in qualità di storico dell'équipe archeologica. Sua fu anche la presentazione dei reperti alla Royal Society e fu anche autore di un saggio molto dettagliato sulla storia della Grecia classica.

## Matrimonio
Sposò, il 22 aprile 1875, Blanche Guest (?-11 ottobre 1919), figlia di Sir Josiah Guest, I Baronetto ed Lady Charlotte Bertie. Ebbero sei figli:
- Lady Olwen Verene (1876-1927), sposò Geoffrey Browne, III barone Oranmore, ebbero quattro figli;
- Lady Helen Blanche Irene (1878-1962), sposò John Congreve (1872-1957), ebbero un figlio;
- Vere Ponsonby, IX conte di Bessborough (1880-1956);
- Lord Cyril Myles Brabazon (1881-1915);
- Lord Bertie Brabazon (1885-1967), sposò Costance Evelyn Meyer, non ebbero figli;
- Lady Gweneth Frida (1888-1984), sposò in prime nozze Windham Baring, ebbero tre figli, sposò in seconde nozze Ralph Cavendish, ebbero un figlio.

## Morte
Morì il 1º dicembre 1920. Fu sepolto a Pilltown, nella contea di Kilkenny.

## Ascendenza
|                                               |                                            |                                                | Genitori                                            |  |  | Nonni |  |  | Bisnonni                                        |  |  | Trisnonni                                     |  |
|                                               |                                            |                                                |                                                     |  |  |       |  |  | 8. Frederick Ponsonby, III conte di Bessborough |  |  | 16. William Ponsonby, II conte di Bessborough |  |
|                                               |                                            |                                                |                                                     |  |  |       |  |  | 8. Frederick Ponsonby, III conte di Bessborough |  |  | 16. William Ponsonby, II conte di Bessborough |  |
|                                               |                                            | 17. Caroline Cavendish                         |                                                     |  |  |       |  |  | 8. Frederick Ponsonby, III conte di Bessborough |  |  |                                               |  |
| 4. John Ponsonby, IV conte di Bessborough     |                                            |                                                |                                                     |  |  |       |  |  | 8. Frederick Ponsonby, III conte di Bessborough |  |  |                                               |  |
|                                               |                                            | 9. Henrietta Spencer                           | 18. John Spencer, I conte Spencer                   |  |  |       |  |  |                                                 |  |  |                                               |  |
|                                               |                                            | 9. Henrietta Spencer                           | 18. John Spencer, I conte Spencer                   |  |  |       |  |  |                                                 |  |  |                                               |  |
|                                               |                                            | 9. Henrietta Spencer                           | 19. Margaret Poyntz                                 |  |  |       |  |  |                                                 |  |  |                                               |  |
| 2. Walter Ponsonby, VII conte di Bessborough  |                                            | 9. Henrietta Spencer                           |                                                     |  |  |       |  |  |                                                 |  |  |                                               |  |
|                                               |                                            | 10. John Fane, X conte di Westmorland          | 20. John Fane, IX conte di Westmorland              |  |  |       |  |  |                                                 |  |  |                                               |  |
|                                               |                                            | 10. John Fane, X conte di Westmorland          | 20. John Fane, IX conte di Westmorland              |  |  |       |  |  |                                                 |  |  |                                               |  |
|                                               |                                            | 10. John Fane, X conte di Westmorland          | 21. Augusta Bertie                                  |  |  |       |  |  |                                                 |  |  |                                               |  |
| 5. Mary Fane                                  |                                            | 10. John Fane, X conte di Westmorland          |                                                     |  |  |       |  |  |                                                 |  |  |                                               |  |
|                                               |                                            | 11. Sarah Child                                | 22. Robert Child                                    |  |  |       |  |  |                                                 |  |  |                                               |  |
|                                               |                                            | 11. Sarah Child                                | 22. Robert Child                                    |  |  |       |  |  |                                                 |  |  |                                               |  |
|                                               |                                            | 11. Sarah Child                                | 23. Sarah Jodrell                                   |  |  |       |  |  |                                                 |  |  |                                               |  |
| 1. Edward Ponsonby, VIII conte di Bessborough |                                            | 11. Sarah Child                                |                                                     |  |  |       |  |  |                                                 |  |  |                                               |  |
|                                               | 12. William Eliot, II conte di St. Germans | 24. Edward Craggs-Eliot, I barone Eliot        |                                                     |  |  |       |  |  |                                                 |  |  |                                               |  |
|                                               | 12. William Eliot, II conte di St. Germans | 24. Edward Craggs-Eliot, I barone Eliot        |                                                     |  |  |       |  |  |                                                 |  |  |                                               |  |
|                                               | 12. William Eliot, II conte di St. Germans | 25. Catherine Elliston                         |                                                     |  |  |       |  |  |                                                 |  |  |                                               |  |
| 6. Edward Eliot, III conte di St. Germans     | 12. William Eliot, II conte di St. Germans |                                                |                                                     |  |  |       |  |  |                                                 |  |  |                                               |  |
|                                               |                                            | 13. Georgina Augusta Leveson-Gower             | 26. Granville Leveson-Gower, I marchese di Stafford |  |  |       |  |  |                                                 |  |  |                                               |  |
|                                               |                                            | 13. Georgina Augusta Leveson-Gower             | 26. Granville Leveson-Gower, I marchese di Stafford |  |  |       |  |  |                                                 |  |  |                                               |  |
|                                               |                                            | 13. Georgina Augusta Leveson-Gower             | 27. Susannah Stewart                                |  |  |       |  |  |                                                 |  |  |                                               |  |
| 3. Louisa Susan Cornwallis Eliot              |                                            | 13. Georgina Augusta Leveson-Gower             |                                                     |  |  |       |  |  |                                                 |  |  |                                               |  |
|                                               |                                            | 14. Charles Cornwallis, II marchese Cornwallis | 28. Charles Cornwallis, I marchese Cornwallis       |  |  |       |  |  |                                                 |  |  |                                               |  |
|                                               |                                            | 14. Charles Cornwallis, II marchese Cornwallis | 28. Charles Cornwallis, I marchese Cornwallis       |  |  |       |  |  |                                                 |  |  |                                               |  |
|                                               |                                            | 14. Charles Cornwallis, II marchese Cornwallis | 29. Jemima Tullekin Jones                           |  |  |       |  |  |                                                 |  |  |                                               |  |
| 7. Jemima Cornwallis                          |                                            | 14. Charles Cornwallis, II marchese Cornwallis |                                                     |  |  |       |  |  |                                                 |  |  |                                               |  |
|                                               |                                            | 15. Louisa Gordon                              | 30. Alexander Gordon, IV duca di Gordon             |  |  |       |  |  |                                                 |  |  |                                               |  |
|                                               |                                            | 15. Louisa Gordon                              | 30. Alexander Gordon, IV duca di Gordon             |  |  |       |  |  |                                                 |  |  |                                               |  |
|                                               |                                            | 15. Louisa Gordon                              | 31. Jane Maxwell                                    |  |  |       |  |  |                                                 |  |  |                                               |  |
|                                               |                                            | 15. Louisa Gordon                              |                                                     |  |  |       |  |  |                                                 |  |  |                                               |  |